# Constantin Dumitrescu (cyclisme)
Pour les articles homonymes, voir Dumitrescu et Constantin Dumitrescu.
Constantin Dumitrescu (né le 18 août 1934 à Bucarest) est un coureur cycliste roumain. Il a participé à 11 reprises à la Course de la Paix, dont il a été un des personnages des plus populaires, y acquérant le surnom de « Dumi ».

## Biographie
Préparateur-chimiste, Constantin Dumitrescu fait ses débuts en compétition cycliste à l'âge de 18 ans, dans le club "Progressul" du Combinat polygrafic de Bucarest. Sa classe ne tarde pas à se faire remarquer : en 1954 il remporte le Tour de Roumanie, et récidive les deux années suivantes. Dans ce tour, il remporte 12 étapes au cours d'une carrière cycliste assez longue. Comme pour tous les coureurs de l'Est européen sa grande "affaire" c'est la Course de la Paix. Il y fait ses premiers tours de roue en 1953, et dispute en 1965 sa 11e Course. Avec ces 11 participations, sans aucun abandon, il est parmi les coureurs un de ceux qui y ont participé le plus grand nombre de fois. 
Il monte sur le podium en 1956, prenant la deuxième place derrière le polonais Stanislaw Krolak et termine en 1963 à la 4e place. Son palmarès recèle de nombreuses victoires dans les courses de son pays : 2 "Course de la Victoire" (y remportant 6 étapes), 6 "Course Muntilor", (assorties de 11 succès d'étapes), 2 Course "Scanteii".
En 1965, il prend le départ du Tour de l'Avenir, pour la première participation d'une équipe roumaine à cette course. Âgé de 31 ans, il ne termine pas cette épreuve, étant éliminé pour une arrivée d'étape hors des délais.
Après avoir mis fin à sa carrière internationale en 1968, il court encore 5 années comme "indépendant", et ne raccroche le vélo de compétition qu'en 1972, après 21 années de compétition.

## Palmarès sur route

### Par années
- 1954
  - Tour de Roumanie
- 1955
  - Tour de Roumanie
- 1956
  - Tour de Roumanie
  - 10e étape du Tour d'Europe
- 1963
  - 7e, 10eb (contre-la-montre) et 10eb étapes de la Milk Race
  - 2e de la Milk Race
- 1967
  - 3e des Deux Jours de Caen
- 1968
  - Circuit des Deux Provinces
  - 3e du Grand Prix Pierre Le Doaré
- 1969
  - Grand Prix Pierre Le Doaré
- 1970
  - Grand Prix de Névez
  - 2e du Tour d'Émeraude

### Résultats sur laCourse de la Paix
- 1953 : 31e
- 1954 : 51e
- 1955 : 13e
- 1956 : 2e
- 1957 : 14e
- 1958 : 16e
- 1959 : 29e
- 1962 : 57e
- 1963 : 4e
- 1964 : 18e, vainqueur de la 9ea étape
- 1965 : 5e

### Aux championnats du monde
- 1962 :  7e du championnat du monde de 100 km contre la montre en équipes, avec l'équipe de Roumanie (avec Gabriel Moiceanu, Ion Cosma et Aurel Selaru)
- 1962 :  37e du championnat du monde sur route individuel
- 1963 :  12e du championnat du monde de 100 km contre-la montre en équipes, avec l'équipe de Roumanie (avec Ion Cosma, Ion Ardelanu et Gheorge Badara)[3].

## Palmarès en cyclo-cross
- 1957
  -  Champion de Roumanie de cyclo-cross
- 1961
  -  Champion de Roumanie de cyclo-cross
- 1963
  -  Champion de Roumanie de cyclo-cross